# مارتینسدال (مونتانا)

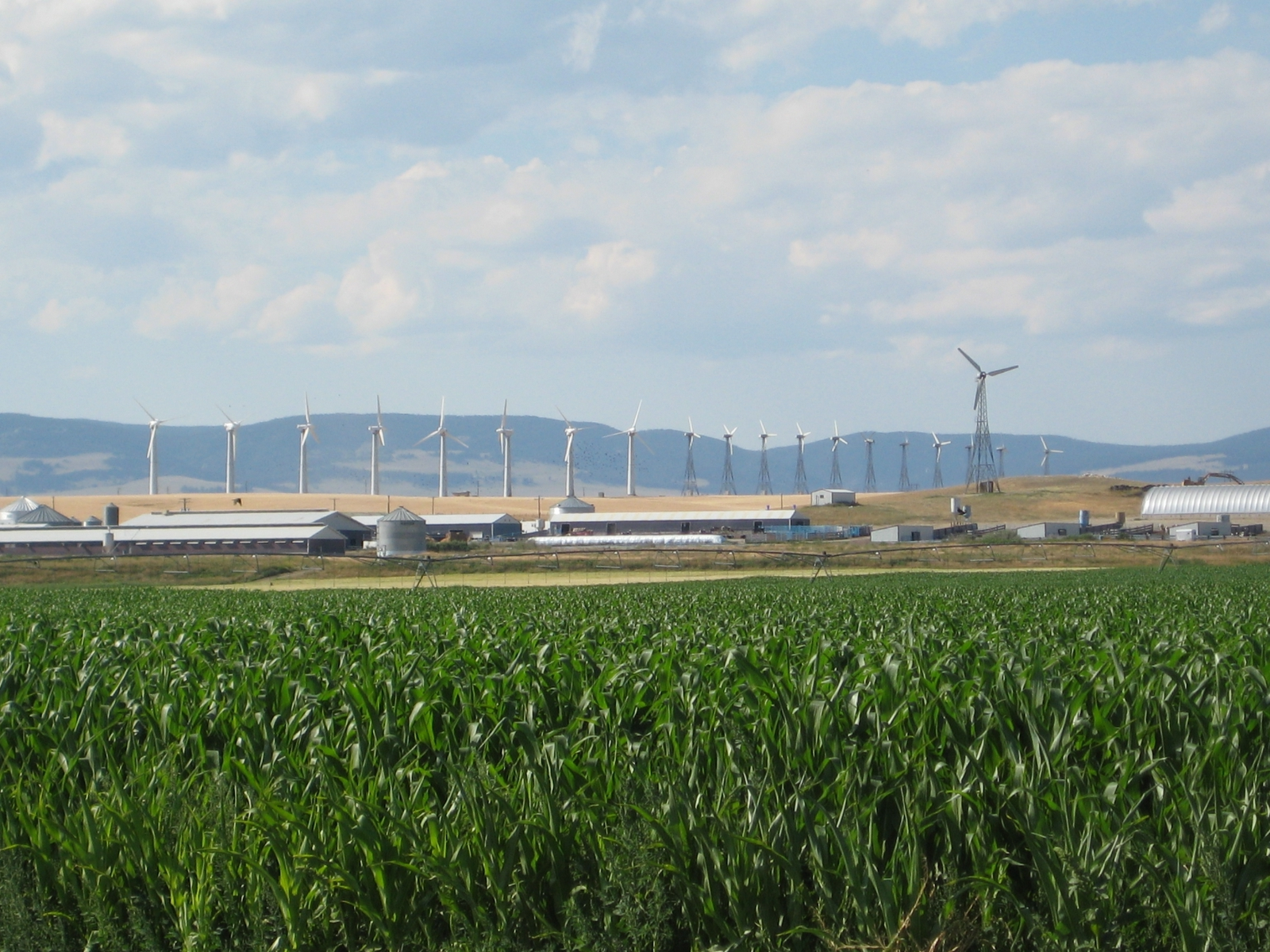
توربین‌های بادی نصب‌شده در مارتینزدِیل - ۲۰۰۸

مارتینزدِیل (به انگلیسی: Martinsdale) شهری در ایالت مونتانا کشور ایالات متحده آمریکا است که جمعیت آن در سرشماری سال ۲۰۱۰ میلادی، ۶۴ نفر بوده‌است.